# O Grande Livro
Alcoholics Anonymous: The Story of How Many Thousands of Men and Women Have Recovered from Alcoholism (em português: Alcoólicos Anônimos: A História de Quantos Milhares de Homens e Mulheres se Recuperaram do Alcoolismo (geralmente conhecido como The Big Book ou O Grande Livro por causa da espessura do papel usado na primeira edição) é um texto de 1939 que descreve como se recuperar do alcoolismo, escrito principalmente por William G. "Bill W." Wilson, um dos fundadores do Alcoólicos Anônimos (AA). É o criador do "método dos doze passos" seminal amplamente utilizado para tratar muitos vícios, desde alcoolismo, vício em heroína e vício em maconha até excessos, vício em sexo e vício em jogos, com uma forte ênfase espiritual e social.
É um dos livros mais vendidos de todos os tempos, tendo vendido 30 milhões de cópias. Em 2011, a revista Time colocou o livro em sua lista dos 100 melhores e mais influentes livros escritos em inglês desde 1923, ano em que a revista foi publicada pela primeira vez. Em 2012, a Biblioteca do Congresso o designou como um dos 88 "Livros que Moldaram a América".

## História

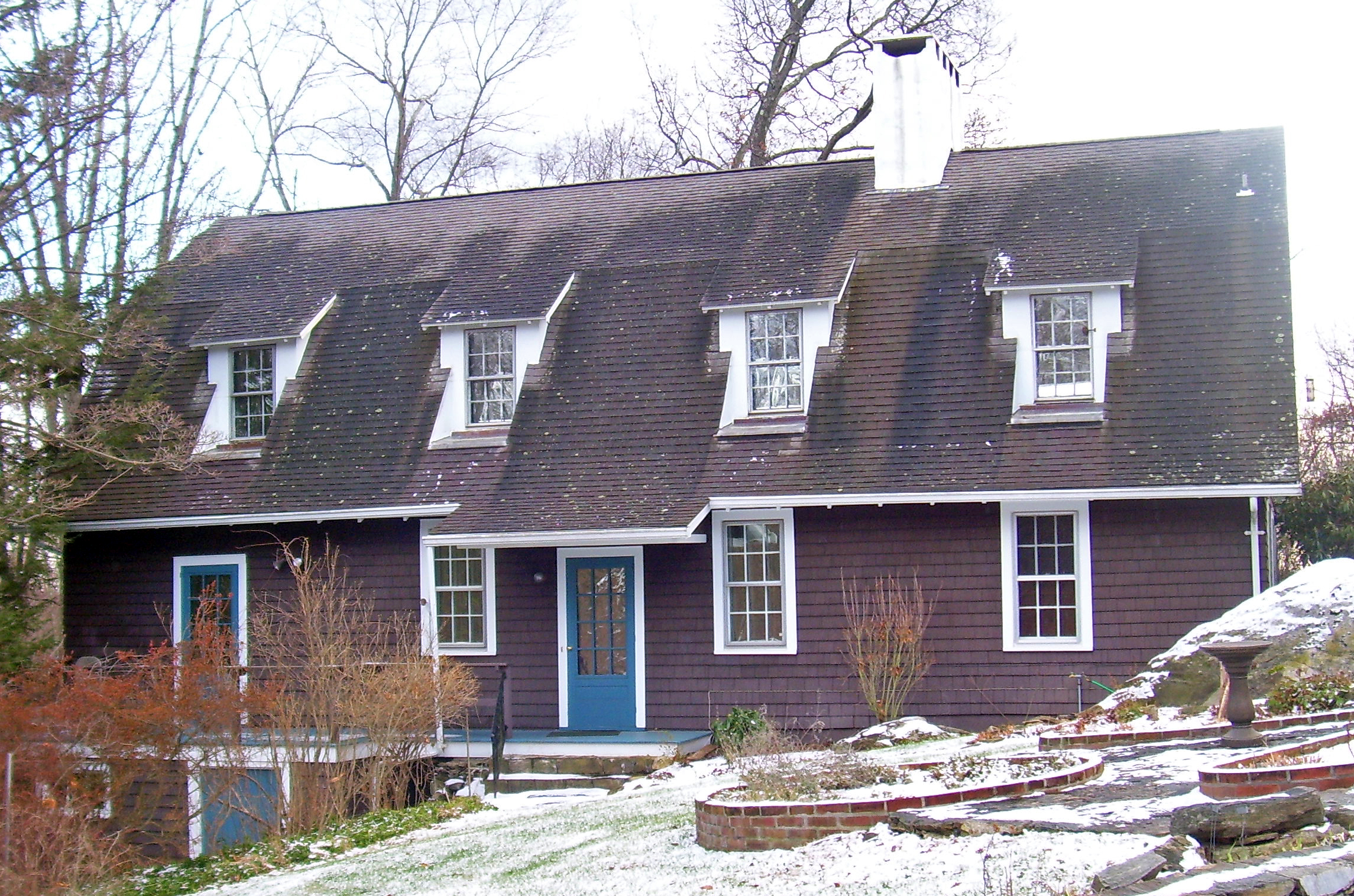
A casa de Wilson, Stepping Stones, em Katonah, Nova Iorque, onde sua escrivaninha faz parte do museu

Bill W. era um bem-sucedido empresário de Wall Street, mas sua carreira estava em ruínas por causa de seu alcoolismo crônico. Em 1934, ele foi convidado por seu amigo e amigo de bebida Ebby T. para ingressar no Oxford Group, um movimento espiritual baseado nos "Quatro Absolutos" de honestidade, pureza, altruísmo e amor. Bill W. conheceu o Dr. Bob em maio de 1935, e os homens compartilharam suas histórias uns com os outros. Os dois começaram a trabalhar na melhor maneira de abordar os alcoólatras e começaram a tentar ajudar os homens a se recuperarem do alcoolismo. A ideia do livro se desenvolveu pelo menos em 1937, quando Bill W. e Dr. Bob perceberam que seu sistema havia ajudado mais de 40 homens a ficarem sóbrios por mais de 2 anos. O livro foi feito para levar sua mensagem por toda parte. Wilson começou a escrever o livro em 1938 com o apoio financeiro de Charles B. Towns (1862–1947), especialista em alcoolismo e dependência que era partidário e credor de Alcoólicos Anônimos e emprestou a Wilson 2.500 dólares (41.870 dólares em 2014) valores).
O Grande Livro foi publicado originalmente em 1939 pelos fundadores da A.A., Bill W. e Dr. Bob. O livro serve como o texto básico da A.A. Houve inúmeras reimpressões e revisões, além de traduções para dezenas de idiomas. A segunda edição (1955) consistiu em 1.150.000 cópias. O livro é publicado pelos Serviços Mundiais da Alcoólicos Anônimos e está disponível nos escritórios e reuniões da AA, bem como nas livrarias. A 4.ª edição (2001) também está disponível gratuitamente online. Marty Mann (1904–1980) escreveu o capítulo "As Mulheres Também Sofrem" na segunda à quarta edições do Grande Livro.
É tradicionalmente comum ouvir alegações sobre a A.A. de que o Grande Livro é o segundo livro mais impresso de todos os tempos, perdendo apenas para a Bíblia. Isso é uma imprecisão grosseira, pois aproximadamente 30 milhões de cópias totais foram impressas.
O presidente dos EUA, Richard Nixon, recebeu a milionésima cópia do livro. A vigésima quinta milionésima cópia do Grande Livro foi apresentada a Jill Brown, diretora da Prisão Estadual de San Quentin, na Convenção Internacional da Alcoólicos Anônimos em Toronto, Ontário, Canadá, para comemorar a primeira reunião da Alcoólicos Anônimos na prisão, realizada em San Quentin, em 1941. A trigésima milionésima cópia do livro foi apresentada à Associação Médica Americana em 2010, que declarou o alcoolismo uma doença em 1956.

## Sinopse
O livro consiste em mais de 400 páginas. A história de Bill, o pesadelo do Dr. Bob e as experiências pessoais de alguns alcoólatras são detalhadas, bem como a série de soluções que evoluíram para se tornar o programa de doze etapas. É explicado como usar as doze etapas usando exemplos e anedotas. Alguns capítulos têm como alvo um público específico. Um capítulo é dedicado aos agnósticos, enquanto outro é chamado "Para Esposas" (a maioria dos primeiros membros da A.A. eram homens), e outro é para empregadores. A segunda parte do livro (cujo conteúdo varia de edição para edição) é uma coleção de histórias pessoais, nas quais os alcoólatras contam suas histórias de dependência e recuperação.
As seções mencionadas com frequência são:
- os "Doze Passos", no início do Capítulo 5, "Como Funciona"
- as "Doze Tradições", no Apêndice
- as "Promessas do Nono Passo", no Capítulo 6, "Em Ação", precedendo a discussão do 10.º Passo.

O principal objetivo do livro é possibilitar ao leitor encontrar um poder maior que ele para resolver seu problema. Os escritores indicam que um alcoólatra "do nosso tipo" nunca pode se tornar um bebedor moderado: apenas a abstinência e a compreensão da comunidade de alcoólatras podem levar à recuperação. A título de evidência anedótica, é apresentado o exemplo de um homem que, após 25 anos de sobriedade, começou a beber moderadamente e em dois meses desembarcou no hospital. O raciocínio é que uma vez alcoólatra, sempre alcoólatra.
O livro afirma que é impossível para um alcoólatra parar de beber sozinho. Uma nova atitude ou conjunto de valores também não ajudaria. Quem é alcoólatra deve admitir que não pode se ajudar sozinho. Somente um "poder superior" e a comunidade podem ajudar. Um exemplo de um homem chamado Fred é dado, que não tinha controle sobre a bebida, mas finalmente leva uma "vida infinitamente mais satisfatória" do que antes, graças aos princípios anteriormente inexplicáveis da A.A. Na introdução do Grande Livro, William Duncan Silkworth, M.D., especialista no tratamento do alcoolismo, endossa o programa da A.A. depois de tratar Bill W, o fundador da A.A., e outros alcoólatras aparentemente sem esperança que recuperaram a saúde ao ingressar na comunhão da A.A. "Para a maioria dos casos", afirmou Silkworth, "não há outra solução" a não ser uma solução espiritual. Hoje "muitos médicos e psiquiatras" confirmam os efeitos da A.A.

## Recepção

### Primeira edição
Na época da publicação da primeira edição, o Grande Livro era geralmente bem recebido pela maioria dos críticos, referido por um crítico como "a maior força redentora do século XX". Um resenhista do New York Times afirmou que a tese do livro tinha uma base mais sólida psicologicamente do que qualquer outro livro sobre o assunto e que o livro é diferente de qualquer outro livro já publicado. Outros críticos consideraram o livro extraordinário e afirmaram que merecia a atenção de qualquer pessoa preocupada com o problema do alcoolismo. Observou-se pela Associação Americana de Assistentes Sociais Psiquiátricos que o contato com os membros de um grupo da A.A. aumenta o respeito pelo trabalho. "Para o leigo, o livro é muito claro. Para o profissional, a princípio é um pouco enganador, pois o aspecto espiritual dá a impressão de que esse é outro movimento de avivamento 'e que' é mais impressionante para o profissional observar a técnica em ação do que ler o livro". No entanto, nem todos os resenhistas, especialmente os da área médica, encontraram mérito no livro. A resenha que apareceu no volume de outubro de 1939 do Journal of the American Medical Association chamou o livro de "uma curiosa combinação de organização de propaganda e exortação religiosa [...] em nenhum sentido um livro científico". Da mesma forma, o Journal of Nervous and Mental Disease disse que o Grande Livro era "grande em palavras [...] Do significado interno do alcoolismo quase não há uma palavra. É tudo sobre a parte superficial". Essa resenha passou a "degradar" o alcoólatra: "Como o alcoólatra, em geral, vive uma regressão infantil que satisfaz os desejos ao estado ilusório onipotente, talvez ele seja mais bem tratado por enquanto, pelo menos por métodos psicológicos de massa regressivos, em que, como se percebe, pertencem os fervores religiosos, daí a tendência religiosa do livro". As opiniões sobre o livro e sobre o alcoolismo adotadas nesses dois periódicos eram típicas de como alcoólatras e outros viciados eram vistos por muitos no campo psiquiátrico em meados do século XX.

### Edições posteriores
Quando a segunda versão do Grande Livro foi lançada em 1955, os resenhistas deram suas opiniões novamente, com a recepção ainda majoritariamente positiva. Um revisor afirmou que as páginas do livro eram lendas americanas e "permaneceriam lá, por toda a história da busca do homem pela maturidade". Esse também foi o caso do lançamento da terceira edição em 1976. A revista Employee Assistance Quarterly, em 1985, pediu a três profissionais da área de comportamentos viciantes que fizessem uma resenha o livro, com cada resenhista sendo solicitado a responder às seguintes perguntas:
1. À luz das atuais visões profissionais do alcoolismo, o Grande Livro ainda é apropriado para entender a natureza do alcoolismo e/ou outros comportamentos viciantes?
2. O Grande Livro fornece uma explicação adequada para a recuperação do alcoolismo?
3. A abordagem terapêutica do alcoolismo, conforme descrita neste texto, é consistente com os esforços contemporâneos para tratar comportamentos viciantes como o alcoolismo?
4. Este texto reflete adequadamente como os Alcoólicos Anônimos e outros grupos de auto-ajuda praticam atualmente?
5. Na sua opinião, o Grande Livro representa um modelo terapêutico eficaz para o alcoolismo e/ou outros comportamentos viciantes?

Albert Ellis chamou o livro de "complexo e profundo" e admitiu que provavelmente ajudou milhões de pessoas viciadas. Ellis descobriu que sete dos doze passos são úteis para os alcoólatras em recuperação: os passos 1, 4, 5, 8, 9, 10 e 12, observando que "estes os instam a admitir seus modos viciantes e autodestrutivos, fazer as pazes com aqueles eles prejudicaram, adquiriram um despertar filosófico e transmitiram sua mensagem a outros alcoólatras". No entanto, Ellis acreditava que os passos 2, 3, 6, 7 e 11, aqueles que pediam aos alcoólatras que confiassem em um Poder Superior, fossem de valor duvidoso. Algumas de suas razões para desconfiar dessas medidas incluíam a alegação de que milhões haviam superado o álcool enquanto permaneciam agnósticos ou ateus e que a necessidade de aceitar a crença em um Poder Superior provavelmente afastou mais pessoas do programa do que ele desenhava. A análise de Ellis do livro foi de que ele tem excelentes visões, mas que "A.A. é uma organização muito boa para se curvar à vontade de qualquer pessoa — incluindo qualquer hipotético Poder Superior".
G. Alan Marlatt também questionou a necessidade de um Poder Superior, mas concluiu que estava "impressionado com o incrível sucesso da A.A. nos últimos 50 anos de sua existência. Se o alcoolismo é realmente uma doença do espírito (para a qual o álcool não é uma solução real), faz sentido que a comunhão religiosa da A.A. ofereça satisfação do desejo subjacente do alcoólatra por se unir a um Poder Superior. Especialmente se ele mantém seus membros sóbrios, o que a A.A. costuma fazer".
Abraham Twerski foi o mais positivo dos três especialistas, alegando que "a relevância contínua do Grande Livro para o alcoólatra de hoje se deve justamente ao fato de ele não procurar tratar nem ensinar por seu conteúdo. Em vez disso, é uma descrição de um programa que é eficaz e fornece depoimentos de pessoas a quem o programa ajudou". Twerski também elogiou a capacidade do programa de 12 etapas de tratar outros vícios também "porque as 12 etapas são um protocolo de personalidade, de crescimento e de auto-realização, um processo de valor, mesmo para os não-alcoólicos ou indivíduos não-viciados". Os elogios de Twerski são mais facilmente resumidos com sua conclusão de que "o Grande Livro e a A.A. permanecem tão eficazes hoje quanto no dia em que surgiram e provavelmente permanecerão irrestritos pela contínua passagem do tempo".

## Legado
Antes da publicação do Grande Livro, o alcoolismo na América era visto em grande parte como havia sido no século XIX. Os movimentos de temperança do século XIX e o recente experimento com a proibição se concentraram no indivíduo, promovido pelo "degeneracionismo, a teoria de que fatores biológicos, influências ambientais tóxicas ou vícios morais podem desencadear uma cascata de problemas sociais, morais e médicos". Essa teoria foi uma retração da crença pré-darwiniana de que os filhos herdaram traços de caráter adquiridos de seus pais. O aumento do conhecimento científico no início do século XX levou a perguntas sobre essa visão dos alcoólatras, mas a visão ainda dominou nos primeiros 30 anos do século. Uma virada decisiva para a visão do alcoolismo como uma doença foi a publicação do Grande Livro e a fundação da A.A.